# Badenheim 1939
Badenheim 1939 (în ebraică באדנהיים, עיר נופש, transliterat: Badenhaim, ʻir nofesh, în traducere ad litteram „Stațiunea Badenheim”) este un roman-parabolă scris de Aharon Appelfeld și publicat pentru prima oară în 1979 de către editura organizației Hakibutz Hameuhad din Tel Aviv. Originar din România și supraviețuitor al persecuțiilor antisemite din perioada celui de-al Doilea Război Mondial, Appelfeld a creat o operă literară care tratează într-un mod original, dar profund, tema Holocaustului.
Acest roman, scris pe un ton grav și cu un aspect alegoric, prezintă viața dintr-un oraș de vacanță evreiesc fictiv din Austria, cu puțin timp înainte ca locuitorii săi să fie deportați în lagărele de concentrare naziste de pe teritoriul Poloniei ocupate de Germania. Viața populației pare să-și urmeze cursul normal la începutul sezonului turistic, dar curând apar inspectori guvernamentali care izolează treptat orașul de lumea exterioară, pentru ca în final toți localnicii și turiștii să fie transportați la gară și „absorbiți” în patru vagoane de marfă. Badenheim 1939 a fost publicat pentru prima dată în limba ebraică, fiind apoi tradus în limba engleză și ulterior în multe alte limbi străine.
Apariția romanului a fost salutată în presa epocii, iar unii cronicari entuziaști precum Linda Grant de la cotidianul englez The Guardian l-au descris mai târziu ca fiind o capodoperă sau chiar „cel mai mare roman al Holocaustului”.

## Rezumat
Orașul de vacanță austriac Badenheim, aflat la o distanță mai mică de 200 km de Viena, este invadat în primăvara unui an, ca de obicei, de turiștii autohtoni și străini atrași de festivalul artistic organizat de dr. Pappenheim. Principala preocupare a locuitorilor și vizitatorilor, majoritar evrei, o reprezintă numele artiștilor care au răspuns invitației impresarului. Activitatea tot mai vizibilă a „Departamentului Asanării” (o instituție a statului) de îngrădire a terenurilor este presupusă de personaje a avea legătură cu organizarea festivalului. Autoritățile încep să efectueze investigații, iar la mijlocul lunii mai este afișată o „înștiințare discretă” prin care toți cetățenii de origine evreiască trebuie să se înregistreze la Departamentul Asanării, măsură pentru care locuitorii, vilegiaturiștii și artiștii îl învinuiesc pe dr. Pappenheim.
Treptat apare zvonul că scopul înregistrării evreilor îl reprezintă îndeplinirea formalităților birocratice pentru strămutarea în masă a localnicilor, turiștilor și artiștilor evrei în Polonia, țara de origine a majorității lor. Localnicii și turiștii evrei, naivi și apatici, nu se opun acestor măsuri, căutând dimpotrivă să găsească argumente în favoarea faptului că vor avea o viață mai bună în viitoarea lor țară. În timp ce evreii sunt preocupați tot mai mult de activitățile artistice desfășurate la Badenheim, autoritățile restricționează accesul în oraș, închid oficiul poștal și interzic mai întâi picnicurile și plimbările în pădure, iar apoi frecventarea piscinei și a cofetăriei.
Odată cu venirea toamnei sunt aduși în oraș tot mai mulți evrei, care fuseseră asimilați și se considerau acum austrieci, iar, pe măsură ce proviziile de alimente ale hotelului se apropie de sfârșit, colectivitatea înțelege cu resemnare că nu mai există cale de întoarcere. Cetățenii încep să dea vina unii pe alții și își pierd treptat mințile, golind farmacia de narcotice și de otrăvuri. În ciuda sfârșitului iminent, unii rămân optimiști și refuză să vadă apropierea Holocaustului, sperând într-un viitor fericit iluzoriu în Polonia.
Într-o dimineață evreii sunt încolonați, conduși la gară și îmbarcați în patru vagoane de marfă murdare, iar dr. Pappenheim mai are timp să facă o ultimă remarcă: „Dacă vagoanele sunt atât de înfiorătoare, înseamnă că nu avem de făcut un drum prea lung”.

## Structură
Romanul este împărțit în 35 capitole numerotate cu cifre arabe și fără titluri.

## Personaje
- dr. Pappenheim — un impresar optimist și excentric care vizitează Badenheim-ul în fiecare vară pentru a organiza Festivalul anual de muzică.[6][10] Îi place ordinea, se referă în mod constant la programe și termene, dar este întotdeauna în măsură să găsească explicații pozitive pentru acțiunile cele mai amenințătoare.[1]
- Frau Zauberblit — o pacientă fugită de la un sanatoriu aflat în apropiere, care pare a avea simptome ușoare de tuberculoză.[7] Este fosta soție a generalului von Schmidt, cu care are o fiică.[11] Persoană veselă, purtând adesea o pălărie de paie, ea se bucură de evenimentele culturale din orașul Badenheim și de tovărășia celorlalți vilegiaturiști.[12]
- Martin — farmacistul local,[1] care o îngrijește cu devotament pe soția sa bolnavă, Trude, și se învinovățește pe sine pentru problemele altora.[10] Farmacia sa este prădată de mai multe ori pe măsură ce se apropie momentul deportării.[13]
- Trude — soția farmacistului, care suferă de o depresie severă și de paranoia.[14][15] Ea așteaptă permanent vești de la fiica ei, Helena, și vorbește mereu despre viața evreiască dusă în casa părintească de pe malul Vistulei.[7][10] I se pare că turiștii din acest an nu mai au înfățișarea vizitatorilor obișnuiți, ci seamănă cu niște pacienți evadați dintr-un sanatoriu.[15]
- dr. Shutz — un matematician cu un comportament adolescentin, avid de dragoste, care este îndrăgostit de o școlăriță despre care află curând că este însărcinată.[10]
- Sally și Gertie — două prostituate locale de vârstă mijlocie (42 și respectiv 40 de ani), acceptate în mare măsură de către comunitate.[10] Sunt drăguțe și generoase și îl răsfață pe yanuka.[10]
- Karl și Lotte — un cuplu care călătorește la Badenheim pentru a participa la festivalul de muzică.[10] Karl este divorțat și se gândește la copiii lui care urmează să fie trimiși de socrul lui la o academie militară, în timp ce Lotte este văduva unui agent comercial al unei firme mari.[10] Bărbatul pierde contactul cu realitatea pe măsură ce vara se apropie de sfârșit și privește o mare parte din zi peștii din acvariu, în timp ce Lotte se simte tristă și crede că viața ei s-a terminat.[10]
- Leon Samitzky — un muzician care a emigrat în copilărie din Polonia și încă își mai amintește cu duioșie de țara lui natală.[10] Bea tot mai mult pe măsură ce se apropie momentul deportării și așteaptă cu nerăbdare momentul întoarcerii în Polonia.[10]
- profesorul Fussholdt — un istoric faimos, care stă pe tot timpul sezonului în camera sa de hotel din Badenheim și corectează manuscrisul ultimei sale cărți, o magnum opus care trata arta satirei, „singura formă de artă potrivită pentru viețile noastre”.[10][14][16] Este ostil față de cultura iudaică și i-a discreditat mai demult în prelegerile sale pe Theodor Herzl și Martin Buber.[14]
- Mitzi Fussholdt — tânăra soție a profesorului Fussholdt, o femeie vanitoasă și infidelă care nu înțelege nimic din opera soțului ei și este nemulțumită că nu poate găsi prieteni sau iubiți la Badenheim.[10] Are coșmaruri din cauza fricii că va fi deportată.[10]
- recitatorii — doi gemeni înalți și slabi, care au o mare pasiune pentru poezia lui Rainer Maria Rilke.[10]
- Yanuka (Nahum Slotzker) — un copil polonez originar din Kałuszyn cu un talent muzical prodigios, adus la Badenheim de dr. Pappenheim.[10][17] („Yanuka” este un cuvânt aramaic care înseamnă „copil-minune” și este folosit adesea pentru a-i desemna pe tinerii străluciți care studiază Talmudul.). Spre finalul romanului, își pierde vocea, se îngrașă și începe să vorbească limba germană.[10][17]
- Mandelbaum — un muzician excentric care sosește mai târziu în stațiune, împreună cu un trio muzical.[18][19] Își forțează trioul să repere mereu pe măsură ce așteaptă momentul deportării.[18]
- Salo — un comis-voiajor originar din Polonia, care este mulțumit că poate locui la Badenheim pe cheltuielile companiei.[10] Așteaptă să se întoarcă în Polonia și își petrece timpul consumând băuturi alcoolice.[10]
- dr. Langmann — un turist din Badenheim care își susține cu mândrie apartenența austriacă și afirmă că el nu mai este evreu, fără a convinge însă autoritățile să-l scoată de pe lista evreilor.[7][18] „Eu mă consider un cetățean austriac liber. N-au decât să-i trimită pe evreii polonezi în Polonia, își merită patria. Eu am picat din greșeală în toată încurcătura asta”, se plânge el permanent oricui vrea să-l asculte.[7][20]
- Frau Milbaum — patroana gemenilor recitatori, aristocrată austriacă de origine evreiască, moștenitoare a două titluri nobiliare de la foștii ei soți.[7][10][21] Vede o conspirație împotriva ei pentru că funcționarii de la Departamentul Asanării au ignorat numele soților ei austrieci și au trecut în listă doar numele tatălui ei evreu.[7][10] Refuză contactul cu ceilalți turiști de la Badenheim, pe care-i consideră niște „lepădături”, și se închide în camera ei unde scrie scrisori „despre acești Ostjuden care puseseră stăpânire pe Badenheim și înjoseau cultura, târând-o în mocirlă”.[10][22][23]
- rabinul — bătrân, infirm și uitat, el apare în scaunul său cu rotile foarte târziu în roman, lamentându-se într-un amestec neînțeles de idiș și ebraică.[18][24]

## Scriere și publicare

### Supraviețuirea autorului în perioada Holocaustului

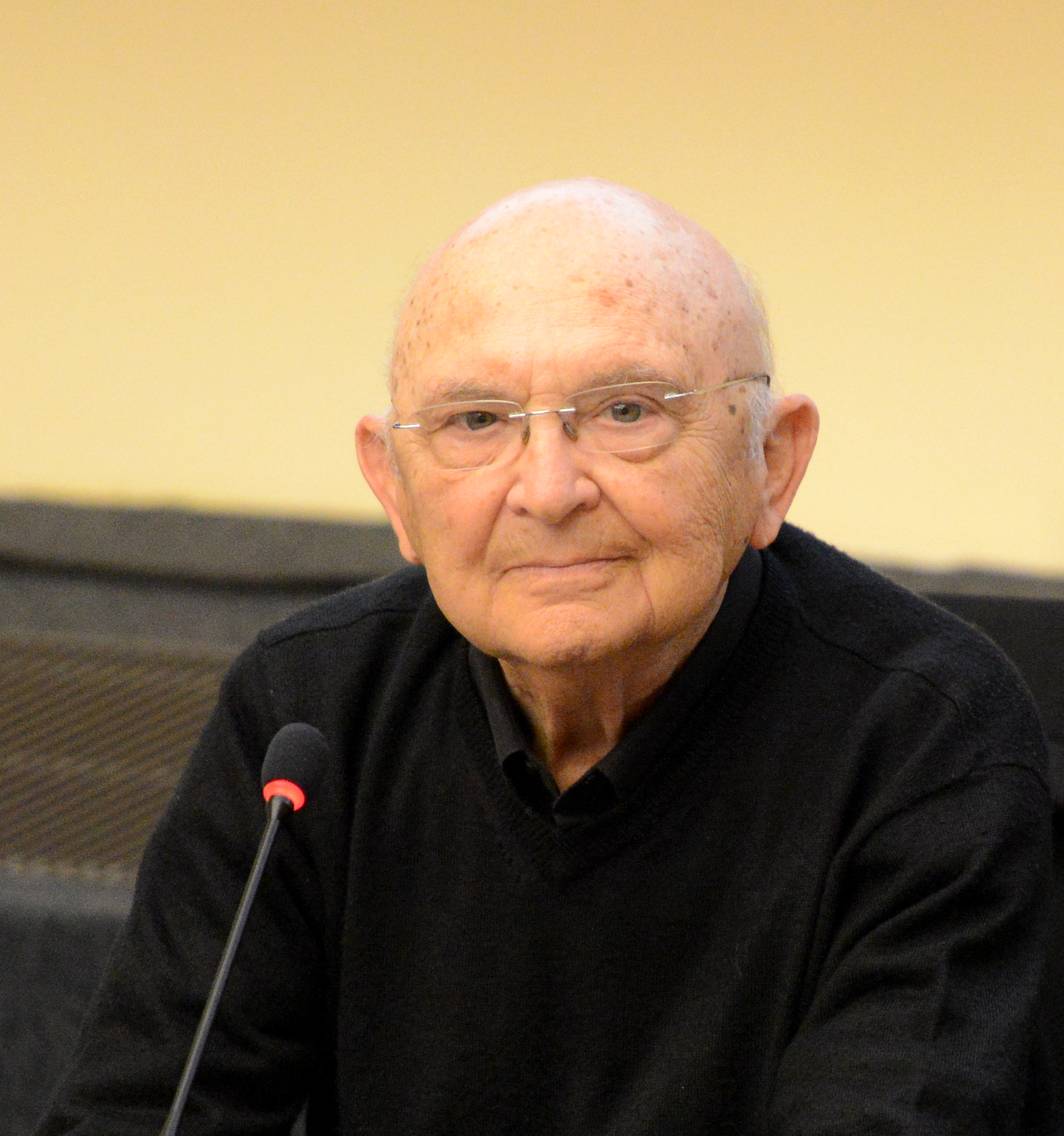
Aharon Appelfeld în 2014.

Erwin (Aharon) Appelfeld s-a născut în anul 1932 într-o familie evreiască din satul bucovinean Jadova din județul Storojineț al Regatului României. Provenea dintr-o familie înstărită, vorbitoare de limba germană și asimilată în societatea multiculturală bucovineană, care-și petrecea vacanțele în stațiuni nefrecventate în general de evrei. Orașul Cernăuți, în care a locuit, avea un aspect cosmopolit în acea vreme, iar numeroasa populație evreiască, asimilată într-o mare măsură, continua să se identifice cu populația germană și să vorbească limba germană în loc de idiș. Erwin Appelfeld a devenit martor al manifestărilor antisemite care au precedat începerea celui de-al Doilea Război Mondial. Mama lui, Bonya (Batya), a fost ucisă în 1941, în apropierea casei sale, iar micul Erwin a fost închis împreună cu tatăl lui în ghetoul evreilor din Cernăuți, apoi cei doi au fost deportați într-un lagăr de muncă din Transnistria, unde au ajuns după un marș lung de două luni.
Despărțit de propriul tată, a reușit să evadeze din lagăr în 1942, profitând de haos, și a trăit ascuns prin păduri, rătăcind din loc în loc, până în 1944, când Armata Sovietică a ajuns acolo. A fost înrolat în Armata Sovietică pe post de ajutor de bucătar și a călătorit prin România, Bulgaria și Iugoslavia, ajungând apoi în Italia, unde a locuit câteva luni într-o tabără de persoane strămutate. A învățat în acest timp mai multe limbi străine, fără să aibă, potrivit propriei mărturisiri, o limbă proprie. În anul 1946, la vârsta de 14 ani, s-a îmbarcat pe un vapor care mergea în Palestina și, după o călătorie anevoioasă, a ajuns în orașul Tel Aviv. A lucrat ziua în kibbutzuri, iar noaptea a studiat limba ebraică. În primii ani petrecuți în Israel s-a simțit foarte dezorientat, neprovenind din-un mediu evreiesc tradițional și neavând rude, educație și o limbă. A durat ani de zile până când a reușit să-și creeze o identitate evreiască și să transforme ebraica într-o limbă proprie a sa.
A servit apoi în Armata Israeliană și a urmat studii de limba și literatura idiș la Universitatea Ebraică din Ierusalim (1952–1956), iar, după încheierea studiilor, a predat la Ierusalim și ulterior a fost timp de șase ani profesor de literatura ebraică la Universitatea Ben-Gurion din Beer Șeva. S-a stabilit în Mevaseret Zion, o suburbie vestică a Ierusalimului, unde a locuit într-un complex de locuințe construite din piatră, chiar lângă un „centru de absorbție a imigranților”. A încercat să-și creeze o viață nouă în Israel, dar amintirile din tinerețe nu i-au dat pace. În cele din urmă, a simțit libertatea de a se confrunta ca artist cu experiența Holocaustului.
Appelfeld, care avea germana ca limbă maternă, a început să publice la sfârșitul anilor 1950 opere literare în limba ebraică care au explorat moștenirea iudaismului est-european și tema Holocaustului. Prima povestire a lui Appelfeld a fost publicată în 1959, iar primul său volum de povestiri, Ashan („Fum”), a apărut în 1962. Scrierile sale conțin unele elemente autobiografice, fără a fi deveni însă autobiografii: acțiunea se petrece adesea în perioada interbelică în Austria și urmărește soarta evreilor asimilați și simbioza dintre cultura germană și cultura evreiască. Unii critici literari au identificat asemănări între opera literară a lui Appelfeld și operele a doi scriitori evrei din Europa Centrală: Franz Kafka și Bruno Schulz.
Scriind, Appelfeld și-a regăsit o parte din copilăria pierdută și a reușit să înțeleagă mai bine lumea în care trăia. „Hârtia a ajuns [să reprezinte - n.n.] un loc în care i-am regăsit pe mama mea și pe tatăl meu”, a explicat el. Mult mai târziu și-a reîntâlnit tatăl în persoana unui bătrân care lucra într-o livadă de portocali. Autorul a mărturisit că nu a avut niciodată resentimente față de viața pe care a pierdut-o odată cu începerea războiului, iar această atitudine optimistă l-a ajutat să supraviețuiască.

### Scrierea și publicarea romanului
Lupta pentru afirmare literară a lui Appelfeld a fost dificilă, cu atât mai mult cu cât scriitorul crescuse într-un mediu cu o adâncă „neîncredere în cuvinte”, cu totul diferit de mediul zgomotos și protestatar al Israelului de la începutul anilor 1950. Dornic să uite trecutul, Appelfeld a încercat mai întâi să scrie o literatură de ficțiune inspirată din noua sa viață: „eram un fermier care lucra pe dealurile Iudeei, un membru al kibbutz-ului, un luptător în Palmach, un paznic care păzea o livadă – orice altceva decât ceea ce am fost cu adevărat”. Un pas decisiv în cariera sa literară a fost realizat atunci când a acceptat că este în primul rând un supraviețuitor al Holocaustului; a înțeles atunci că un scriitor trebuie să fie „credincios sie însuși – vocii sale și ritmului său” și că sursa lui de inspirație se afla în „tăcerea care m-a cuprins în timpul războiului”. O parte din amintirile sale din copilărie au fost incluse în opera lui de ficțiune. El și-a asumat atunci sarcina de a reprezenta viața evreiască europeană distrusă în mare măsură de Holocaust. Spre deosebire, însă, de alți autori, Appelfeld prezintă Holocaustul într-un mod alegoric, ca un eveniment etern, în care evreii sunt hăituiți permanent de cei puternici.
Alegerea de către Appelfeld a limbii ebraice ca limbă literară a fost motivată de specificul acestei limbi: concizia frazelor și limbajul aluziv, care se datorează tradiției biblice. Aluzia are adesea un rol mai important decât afirmația clară, fiind folosit mai ales în discursurile rabinice. Din acest motiv, Appelfeld considera că limba ebraică se potrivea cel mai bine intențiilor sale literare, după cum a afirmat în mai multe ocazii: „Sunt norocos că scriu în ebraică. Ebraica este o limbă foarte precisă, trebuie să fii foarte precis – să nu spui prea mult. Aceasta se datorează tradiției noastre biblice. În tradiția biblică sunt propoziții foarte scurte, foarte concise și autonome. Fiecare propoziție, în sine, trebuie să aibă propriul ei înțeles”.
Autorul avea în minte „o schemă foarte generală” atunci când a început să scrie romanul Badenheim 1939. El a scris mai întâi în limba ebraică o nuvelă intitulată „Badenhaim, ʻir nofesh”, care a fost publicată în decembrie 1972 în revista literară israeliană Moznaim (anul XXXVI, nr. 1, pp. 21–35). Nuvela a fost tradusă în limba engleză de Betsy Rosenberg, iar această traducere a fost publicată în 1974 de revista israeliană Ariel (nr. 35, pp. 3–23), republicată apoi într-un număr special al revistei literare americane TriQuarterly (nr. 39, 1977), inclusă ulterior în volumul Contemporary Israeli Literature : An Anthology (Jewish Publication Society of America, Philadelphia, 1977), editat de Elliott Anderson și Robert Friend, și retipărită într-o versiune revizuită în revista The B.G. Rudolph Lectures in Judaic Studies (New Series, Lecture 3, Syracuse University Press, Syracuse, New York, prefață + pp. 1–30), editată de profesorul Ken Frieden de la Universitatea Syracuse.
Prima versiune a romanului a fost mai scurtă, dar Appelfeld nu a fost mulțumit de ea, așa că a refăcut-o și extins-o pe parcursul unui an și jumătate, scriind în total șapte versiuni. „Nu scriu ușor. Scrierea îți smulge întotdeauna o bucată din tine; este un amestec de durere și plăcere”, a explicat el. Appelfeld era în acea vreme într-un proces de tranziție literară de la nuvelă la roman, deoarece considera că „nuvela transmite probabil noțiunea, dar că îi lipsesc detaliile”. În opinia sa, nuvela nu poate să reconstituie atmosfera unei epoci, din cauza faptului că este concentrată într-un număr mic de pagini, spre deosebire de roman. „Accentul scrisului meu este pus mai degrabă pe structura propoziției și pe crearea unui fel de atmosferă decât pe oferirea unor caracteristici detaliate sau pe căutări sufletești. Creând atmosferă, creezi viață”, susținea Appelfeld într-un interviu ulterior. Odată încheiat, romanul Badenheim 1939 a fost publicat pentru prima oară în 1979 de către editura organizației Hakibutz Hameuhad din Tel Aviv, având titlul original în limba ebraică Badenhaim, ʻir nofesh, în traducere ad litteram „Stațiunea Badenheim”.
Tema Holocaustului (evenimentul central al vieții sale) a revenit apoi în unele romane ulterioare ale lui Appelfeld precum Vremea minunilor (Tor Hapelaot, 1978), care prezintă viața unui scriitor evreu dintr-un oraș austriac în contextul instaurării treptate a unei atmosfere antisemite și cu puțin timp înaintea începerii deportărilor, și Foc viu (Mikhvat ha-ur, 1980), povestea unor adolescenți evrei salvați de Holocaustul, care se adaptează greu la viața de kibbutz. Ca o recunoaștere a meritelor sale literare, Appelfeld a fost distins cu Premiul prim-ministrului pentru literatură ebraică (1969), Premiul Brenner (1973), Premiul Bialik (1979), Premiul Memorial (1982) și Premiul Israel pentru literatură (1983).

## Elemente autobiografice
Romanul Badenheim 1939 conține mai multe elemente autobiografice: acțiunea se petrece adesea în perioada interbelică și urmărește soarta unor evrei asimilați în cadrul culturii germane. Autorul provenea dintr-o familie înstărită, vorbitoare de limba germană și asimilată în societatea multiculturală bucovineană. Atitudinea părinților autorului față de cultura germană era practic religioasă, iar folosirea limbii idiș (vorbită de evreii din clasa de mijloc și de evreii săraci) era interzisă. În același timp, evreii neasimilați, vorbitori de idiș, erau disprețuiți, fiind considerați o populație diferită.
Familia Appelfeld își petrecea vacanțele de vară, la fel ca majoritatea familiilor mic-burgheze bucovinene, în stațiuni liniștite și destinate persoanelor cu un standard de viață ridicat. Acele stațiuni balneare, împrăștiate prin toată Europa, aveau, potrivit scriitorului, un aer mic-burghez și formalități ridicole. Activitățile principale ale persoanelor venite în vacanță erau plimbările prin pădure și mesele elaborate. Vilegiaturiștii evrei aflați acolo erau în mare măsură asimilați și nu se mai considerau evrei. Părinții autorului evitau în general locurile frecventate de persoane lipsite de decență, precum și cele frecventate de evrei care vorbeau limba idiș, dar, cu toate acestea, s-au găsit adesea înconjurați de evrei, ceea ce le-a cauzat „un gust amar în gură și nu puțină mânie”.
Începerea deportărilor în 1941, după eliberarea nordului Bucovinei de către Armata Română, în cooperare cu Armata Germană, i-a făcut pe membrii familiei Appelfeld să conștientizeze că, în ciuda asimilării lor, erau considerați în continuare evrei. Vecinii neevrei, care fuseseră prietenoși cu ei până atunci, s-au prefăcut brusc că nu-i mai cunosc și i-au tratat ca pe niște străini.

## Tema romanului
Tema principală a romanului Badenheim 1939 o constituie Holocaustul, pe care Aharon Appelfeld îl tratează însă într-un mod original și profund. În acest roman autorul a încercat să ofere un răspuns ingenios, dar mult mai simplu decât se credea, la întrebarea pusă deseori în legătură cu Holocaustul: de ce nu a existat o rezistență mai puternică a victimelor persecuțiilor?

### Ghetoizarea evreilor

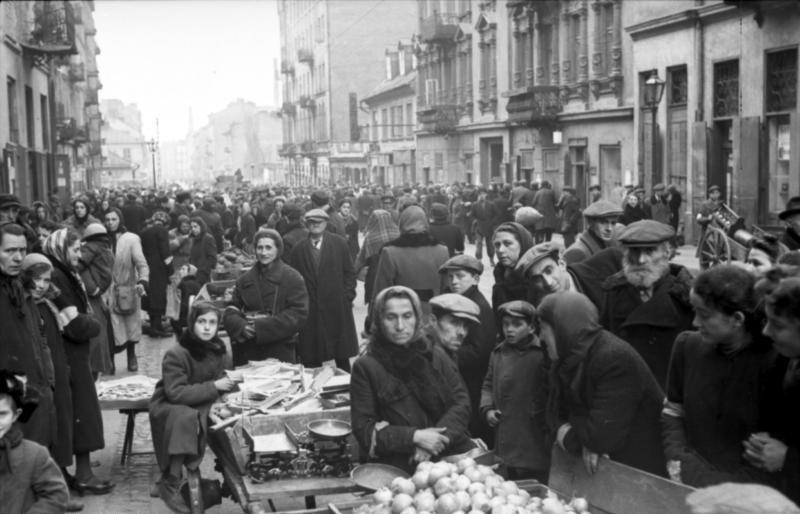
Imagine din interiorul Ghetoului din Varșovia (mai 1941).

Supraviețuitor al persecuțiilor antisemite din perioada celui de-al Doilea Război Mondial, Appelfeld prezintă isteria existentă în anul 1939 într-un oraș fictiv de pe teritoriul Austriei, pe măsură ce regimul nazist, reprezentat de „Departamentul Asanării”, începe să închidă orașul și se pregătește să-i deporteze pe locuitori în lagărele de concentrare naziste din Europa de Est. Orășelul Badenheim este descris de autor ca o stațiune turistică mică și pitorească, frecventată de evreii din clasa de mijloc datorită liniștii sale, a confortului simplu și a unei vieți artistice deosebite. Aici se desfășoară anual, pe parcursul verii, un festival de muzică, onorat de artiști evrei importanți. Topografia localității evocă târgurile de provincie din centrul și estul Europei în perioada interbelică, cu Strada Mare străjuită de case scunde și îngrijite, iar ponderea ridicată a populației evreiești o aseamănă cu un ștetl.
Viața în oraș pare să curgă normal la începutul sezonului, iar vizitatorii regăsesc un loc familiar: hotelul cu piscină, cofetăria cu aceleași delicii gastronomice, vechea fanfară, recitatorii poeziilor lui Rainer Maria Rilke, pădurea din apropiere etc. Apar treptat o serie de schimbări, care trec aproape neobservate de localnici și de turiști: „Departamentul Asanării” (o instituție guvernamentală până atunci cvasiabsentă) declanșează inspecții riguroase, apoi măsoară și îngrădește terenurile cu sârmă ghimpată și stâlpi de beton, toți cetățenii de origine evreiască sunt obligați să se înscrie, inclusiv cei care nu-și mai recunoșteau această apartenență etnică, iar accesul în oraș este restricționat. Aceste măsuri provoacă neliniște și apar primele zvonuri că cetățenii evrei vor fi transportați în Polonia, țara de proveniență a strămoșilor lor.
Orașul Badenheim devine tot mai izolat: liniile telefonice sunt tăiate, oficiul poștal este închis, personalul neevreu fuge, dar dr. Pappenheim, un primus inter pares înțelept și optimist, reușește să-i liniștească pe oameni, sădindu-le încrederea într-un viitor iluzoriu în Polonia. Cu toate acestea, festivalul de muzică, simbol al păcii și umanismului civilizației umane, începe să nu-i mai intereseze pe oameni, care sunt tot mai îngrijorați pe măsură ce momentul plecării se apropie. Așteptarea ia sfârșit într-o dimineață de toamnă, când evreii sunt aduși la gară și îmbarcați în vagoane pentru a fi transportați către o destinație necunoscută.

### Anticiparea Holocaustului

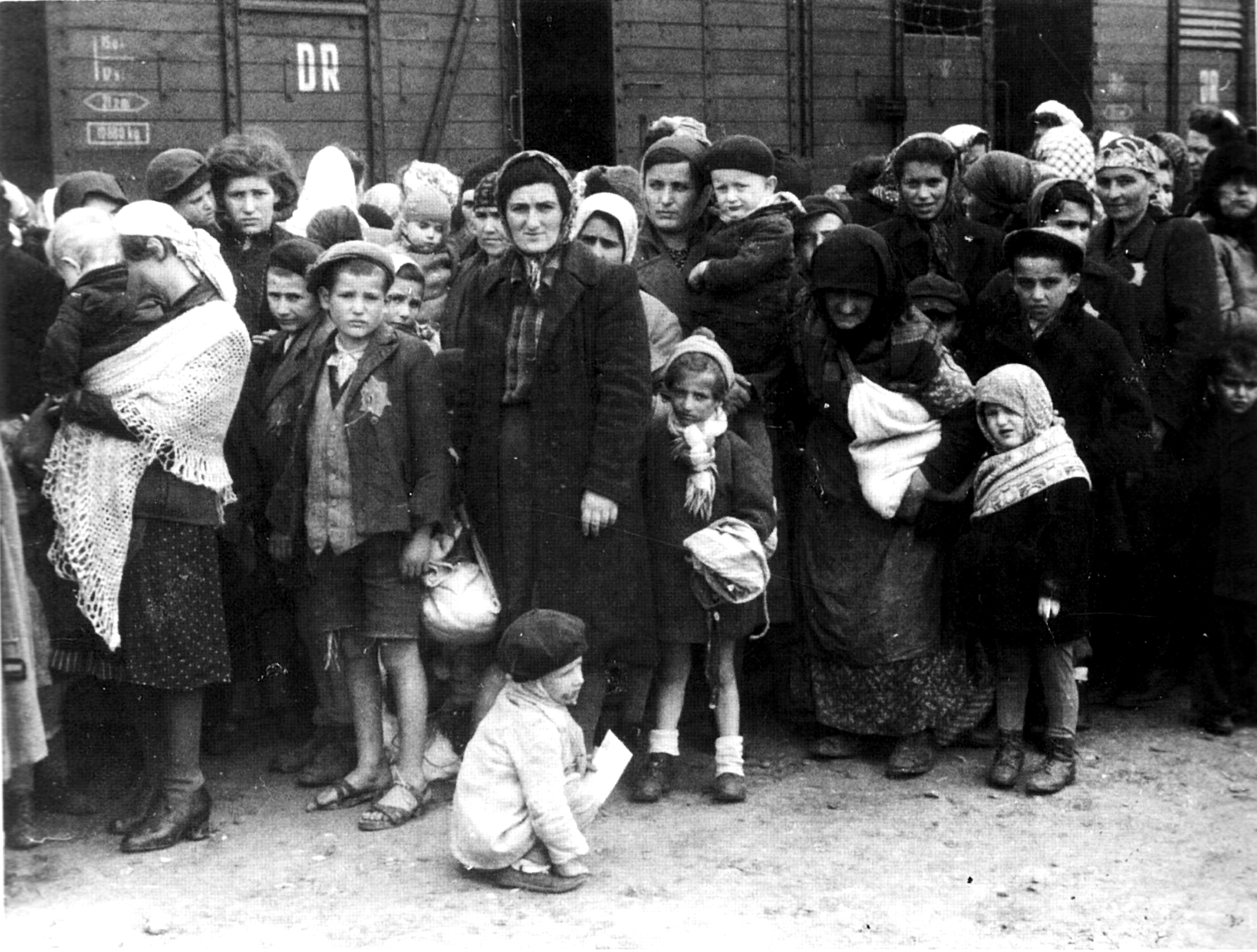
Deportarea evreilor în lagărul de exterminare Auschwitz (mai 1944).

Romanul se individualizează printr-o viziune asupra Holocaustului din perspectiva victimei și printr-o intervenție impersonală și discretă a autorului. Evoluția evenimentelor este prezentată gradual, într-un stil laconic, iar personajele, care par să nu sesizeze impactul evenimentelor acțiunilor stranii ale Departamentului Asanării, simt totuși o stare de neliniște care prevestește producerea unei mari catastrofe și amenință grav existența speciei umane. În ciuda faptului că descrie întâmplări dramatice, Appelfeld nu-și pierde însă în niciun moment obiectivitatea, iar tonul său nu devine patetic.
Lumea fictivă descrisă de autor în acest roman seamănă în mare măsură cu lumea reală a anului 1939, cu câteva luni înainte ca Germania Nazistă să declanșeze cel de-al Doilea Război Mondial și să înceapă exterminarea sistematică a milioane de oameni. Appelfeld prezintă cu realism în romanul său o serie de evenimente care anticipează violența și ororile războiului, făcând ca deznădejdea să crească și să se instaleze în mințile personajelor. Se urmărește transmiterea către cititori a sentimentelor complexe trăite de martorii acelor evenimente dramatice prin transformarea lor în martori obiectivi a distrugerii unei comunități.
Autorul a ignorat voit în acest roman caracterul istoric al evenimentelor relatate, încercând să observe evenimentele nu din perspectiva detașată a unui istoric, ci din perspectiva victimelor – persoane obișnuite intrate în contact cu forțe mitice cu o gândire întunecată – care simțeau o stare de dezorientare și nu își dădeau seama că erau în pragul unei catastrofe. Perspectiva victimelor din roman seamănă într-o oarecare măsură cu viziunea unui copil, care nu are capacitatea să plaseze evenimentele trăite într-un context istoric și nici să înțeleagă sensul lor. Este ciudată relația între ficțiunea lui Appelfeld și ficțiunea istorică, autorul crezând că fundalul istoric al evenimentelor este ușor de identificat. „În Badenheim 1939 am ignorat complet explicația istorică. Am presupus că faptele istorice erau cunoscute de cititori și că ei vor completa ceea ce lipsea”, a afirmat ulterior Appelfeld. Unii critici au susținut că reticența autorului în identificarea istorică a incidentelor relatate sugerează că dezastrul suferit de evrei în cel de-al Doilea Război Mondial s-a repetat periodic în diferite locuri în cursul timpului.
La fel ca în multe povestiri evreiești, există și în Badenheim 1939 un eveniment prevestitor al catastrofei iminente a cărui semnificație reală scăpase viitoarelor victime: un mesager venise cu câțiva ani mai înainte în curtea Departamentului Asanării și-i avertizase timp de câteva zile pe localnici și pe turiști: „Mântuiți-vă sufletele cât mai aveți timp!”, dar a găsit puțini oameni care l-au crezut. O prevestitoare a catastrofei poate fi considerată și Trude, soția farmacistului local, care, aflată în faza terminală a unei boli, are periodic halucinații și țipă bântuită de o spaimă profundă. Din moment ce toată lumea știe că ea este bolnavă, țipetele ei sunt ignorate de turiști; previziunile ei apocaliptice încep totuși să se adeverească, făcându-i pe cititori să presupună că femeia este sănătoasă mintal, în timp ce localnicii și vizitatorii creduli par să fie realmente cei bolnavi.
Neprecizarea nicăieri a anului și nerostirea cuvântului „fascism” în roman semnifică, în opinia criticului Constantin Coroiu, intenția autorului de a încerca să se ridice „deasupra evenimențialului” și să acceadă „la înțelesurile și sensurile profunde ale istoriei”. Menționarea la un moment dat (în cap. 33) a Primului Război Mondial ca un eveniment istoric trecut și explicarea deportării evreilor de către un personaj, cu ironie involuntară, ca o „necesitate istorică” (cap. 19) identifică fără niciun dubiu perioada surprinsă în roman, când evenimentele istorice au scăpat de sub controlul rațiunii și au degenerat într-un genocid. Există, de asemenea, alte elemente care identifică precis perioada: ordinea și eficiența cu care Departamentul Asanării își desfășoară activitatea imită sistematizarea disciplinată a uciderii în masă care a devenit o marcă a regimului nazist. Așa cum s-a întâmplat într-un număr mare de orașe europene în perioada celui de-al Doilea Război Mondial, Departamentul Asanării este doar o rotiță în angrenajul birocratic al unui sistem totalitar care urmărește eradicarea unei întregi populații.

### Paralele cu opera lui Kafka

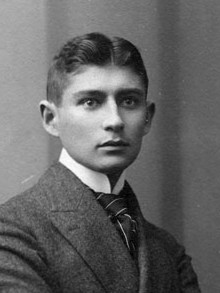
Scriitorul german Franz Kafka (1883–1924).

Unii critici au subliniat existența unor asemănări între Badenheim 1939 și opera literară a lui Franz Kafka. Appelfeld a început să citească scrierile lui Kafka în anii 1950, când se afla în Israel, și a mărturisit adesea că îi este îndatorat cunoscutului autor praghez. Ceea ce l-a atras la scrierile lui Kafka nu a fost numai sentimentul absurdului, care răzbate din opera sa, ci, de asemenea, disecarea profundă a propriilor gânduri și sentimentul ascuns de vinovăție. Appelfeld a simțit că avea multe în comun cu Kafka: asimilarea în cadrul culturii germane, trăirea unor întâmplări care i se păreau absurde, dezrădăcinarea sufletească și curiozitatea față de cultura evreiască (pe care a descoperit-o în jurnalele lui Kafka).
Potrivit profesorului Edward Alexander de la Universitatea din Washington există în romanul Badenheim 1939 o legătura intrinsecă între procedurile birocratice și rețeaua metafizică a morții, asemănătoare cu cea din scrierile lui Kafka. Victimele din acest roman sunt vinovate într-o oarecare măsură de complicitate cu agresorii prin supunere și autoamăgire. Povestirea kafkiană „O filă veche” (1917) prezintă o incursiune într-un oraș nenumit a unor barbari nomazi care jefuiesc tot ce găsesc și se comportă cu sălbăticie în relațiile cu localnicii. În loc să se opună, oamenii din oraș strâng bani și o ajută pe victima principală a prădătorilor, gândindu-se resemnați că „e aici o neînțelegere; și din pricina ei ne prăpădim cu toții”. În mod similar, localnicii din Badenheim refuză să recunoască dușmănia criminală și să încerce să i se opună, căutând să evite adevărul tragic: „Nu-i vorba de o crimă, ci de o neînțelegere. Și noi suntem, în oarecare măsură, victimele aceleiași neînțelegeri”.
Planul sistematic al deportării evreilor scapă înțelegerii omenești ca urmare a anormalității și iraționalității sale, după cum afirmă unul dintre muzicienii aflați la Badenheim: „Fă-ți zob mintea normală și poate c-ai să începi să înțelegi”. O opinie similară a fost exprimată de Hannah Arendt în ultimul volum al cărții Originile totalitarismului (1951): „există o mare tentație de a explica incredibilul intrinsec prin intermediul raționalizărilor liberale. În fiecare dintre noi se ascunde un astfel de liberal, care ne lingușește cu vocea bunului simț”. Potrivit acestei abordări filozofice neînțelegerea evreilor nu se datorează autoamăgirii, ci faptului că evenimentele petrecute nu pot fi înțelese de o minte rațională. Appelfeld însuși a subliniat aceasta într-un interviu: „chiar și pentru acei oameni care au fost acolo, [Holocaustul – n.n.] depășește capacitatea lor de înțelegere”.
Ceea ce par să nu înțeleagă evreii din Badenheim este unicitatea situației lor, lipsa oricărui precedent modern în realizarea unui plan de exterminare etnică de o asemenea anvergură. Totuși, într-o discuție dintre doi muzicieni cu privire la motivul deportării în Polonia apare expresia „necesitate istorică”, ceea ce sugerează caracterul inevitabil al evenimentelor. În aceste circumstanțe, remarca finală a dr. Papenheim („Dacă vagoanele sunt atât de înfiorătoare, înseamnă că nu avem de făcut un drum prea lung”), care a fost considerată mult timp o culme a optimismului, ar putea reprezenta în același timp înțelegerea lucidă a sorții teribile pregătite evreilor, dacă se ține cont de faptul că personajul nu și-a luat cu el niciun bagaj.

## Stil literar
Romanul Badenheim 1939 este redactat într-un stil sobru, cu fraze scurte, ce conferă operei un aspect de psalm. Tehnica narativă predominantă a autorului este tăcerea, reticența de a face conexiuni între personaje și evenimente care să ajute cititorii să înțeleagă mai bine ceea ce se întâmplă. Potrivit propriilor mărturisiri, Appelfeld nu a dorit să creeze o cronică epică a perioadei Holocaustului, ci o parabolă a discriminării și persecuției rasiale: „Nu-mi place să folosesc prea multe cuvinte. Pentru mine, ceea ce este trecut sub tăcere este mai important decât ceea ce se spune”.
Mediul social ficțional creat de autor este sumbru, lipsit de particularități, iar personajele care îl populează trăiesc un sentiment de înstrăinare. Motivul principal al acestei viziuni sumbre îl reprezintă conștientizarea dispariției totale a civilizației evreiești est-europene, o civilizație care potrivit autorului, atinsese un grad de dezvoltare fără precedent până la acea vreme.
Narațiunea urmează o ordine cronologică, având o tensiune ce crește gradual de la liniștea inițială a localității neinvadate de turiști până la momentul deportării evreilor. Amenințarea nazistă apare și se extinde tot mai mult pe măsură ce locuitorii aleg să ignore schimbările produse. Tonul autorului este mereu grav, aproape solemn, în concordanță cu evenimentele dramatice prezentate.

## Aprecieri critice
Criticii literari care au cercetat opera literară a lui Aharon Appelfeld au caracterizat-o ca fiind o „literatură a Holocaustului” și nu într-un mod simplu ca o literatură despre Holocaust. Această apreciere se bazează pe faptul că Appelfeld atinge rar subiectul Holocaustului în scrierile sale, ci preferă să prezinte mai degrabă relațiile familiale și sociale ale supraviețuitorilor, precum și traumele psihice produse de acest eveniment tragic. Autorul folosește adesea un limbaj aluziv care face ca Holocaustul să fie mai degrabă insinuat decât descris sau discutat.
Deși a recunoscut că războiul și persecuțiile rasiale i-au oferit materiale pentru o mare parte a ficțiunii sale, Appelfeld a refuzat în repetate rânduri apelativul de „scriitor al Holocaustului”, susținând că el scrie doar despre viața unor indivizi și că nu poate scrie despre moartea a milioane de oameni. Cu toate acestea, el a fost unul dintre cei mai cunoscuți scriitori israelieni pe tema Holocaustului, iar criticul american Irving Howe îl considera „unul dintre cei mai buni romancieri în viață”.
Opera literară a lui Appelfeld a fost împărțită de critici în trei perioade principale: prima perioadă (începută odată cu apariția primului volum de proză scurtă în 1962) caracterizată prin publicarea unei proze scurte cu nuanțe suprarealiste, a doua perioadă (în care au apărut romanele Vremea minunilor și Badenheim 1939) cu un realism temperat de dispersarea gândurilor și de apariția unei rupturi la nivel psihologic între protagoniști și a treia perioadă în care evenimentele Holocaustului sunt prezentate într-un mod mai explicit ca urmare a unei influențe autobiografice sporite asupra ficțiunii.

### Aspectul de parabolă
Analizând opera literară a lui Aharon Appelfeld, scriitorul evreu american Philip Roth îl caracteriza pe autorul romanului Badenheim 1939 drept
| “             | „un scriitor dislocat, un scriitor deportat, deposedat și smuls din rădăcini, autorul strămutat al unei ficțiuni strămutate, care transformă acest concept al desprinderii și dezorientării într-un subiect unic, doar al său. Sensibilitatea lui – marcată, înainte de vreme, de rătăcirile solitare ale unui băiat din clasa de mijloc înspre un nicăieri de rău augur – pare să fi născut de la sine acest stil de o specificitate frugală, simțul progresiei atemporale și complicata împletitură de fire narative, manifestate într-o proză stranie a unei mentalități dislocate. Unică, la fel ca subiectul romanelor sale, este și acea voce născută dintr-o conștiință ghemuită undeva între amnezie și memorie, care situează ficțiunea la jumătatea drumului dintre parabolă și istorie”. | ” |
| — Philip Roth | |   |

Aspectul de parabolă al romanului reiese din atemporalitatea sa: autorul evită să folosească termeni concreți care să localizeze precis evenimentele într-un anumit spațiu și într-un anumit timp. Nu se menționează nicăieri cuvintele „fascism” sau „nazism” și nici numele lui Hitler. Appelfeld a respins însă catalogarea romanului său ca alegorie, considerând că alegoria este o „formă literară inferioară”, deși a considerat că nu este nici un scriitor prea realist.
Apariția romanului a fost salutată de numeroși critici literari, care au folosit uneori termeni superlativi în cronicile publicate în presă. Astfel, Irving Howe scria în revista The New York Times Book Review că „Appelfeld continuă să acumuleze detalii neliniștitoare; scrierea curge fără cusur, într-un mod ispititor, până când cineva observă că logica acestei narațiuni liniștite este o logică a halucinației și liniștea ei se înalță într-un nor prevestitor gros” și considera romanul Badenheim 1939 drept o „mică capodoperă”. Un alt critic literar, Christopher Lehmann-Haupt de la The New York Times, scotea în evidență „succesul cu care autorul a născocit o narațiune cenușie în care a implicat personaje mai degrabă obișnuite și a făcut ca experiența lor să fie profund simbolică, dar niciodată goală sau alegorică. De asemenea, jurnalista și scriitoarea Linda Grant de la cotidianul englez The Guardian l-a descris ca fiind „cel mai mare roman al Holocaustului, în principal pentru că se ocupă indirect de el prin alegorie și chiar prin satiră”.
Badenheim 1939 explorează deosebit de profund producerea Holocaustului și iese în evidență în ansamblul operei literare a lui Appelfeld prin transmiterea către cititori a unei stări de anxietate și de deznădejde. Profesorul britanic Gabriel Josipovici de la Universitatea din Sussex a afirmat în prefața lui la noua ediție Penguin Modern Classics că romanul lui Appelfeld este scris cu o ironie aproape sadică, părând „un coșmar deghizat sub forma unei opere comice de marionete”. În opinia criticului român Constantin Coroiu romanul Badenheim 1939 este o parabolă a fascismului, care impresionează „conștiința oricărui om normal” prin prezentarea originală și profundă a acțiunilor sistematice care au precedat Holocaustul.

### Critici la adresa romanului
Principalele critici la adresa romanului au vizat existența unei atitudini pasive a evreilor pe parcursul îndelungatului proces de ghetoizare și lipsa oricărei încercări de rezistență împotriva măsurilor practicate de autorități. Evreii aflați la Badenheim își acceptă voluntar propria încarcerare și exterminare ca urmare a unei orbiri colective care îi face să nu înțeleagă scopul evenimentelor care se desfășoară acolo și să nu prevadă astfel soarta tragică care li se pregătește.
Unii critici literari i-au reproșat autorului că a intenționat astfel să-i batjocorească pe evrei pentru naivitatea și apatia de care au dat dovadă în perioada care a precedat Holocaustul, iar profesoara Ruth Wisse de la Universitatea Harvard, care era originară tot din nordul Bucovinei, a afirmat că modul de prezentare a evreilor asimilați este „mai acuzator la adresa victimelor decât la adresa crimei săvârșite împotriva lor”. Astfel, creșterea antisemitismului în roman este pusă de evreii austrieci asimilați nu pe seama propagandei rasiste a NSDAP, ci pe seama creșterii numerice a evreilor est-europeni (așa-numiții Ostjuden), mai puțin educați și mai atașați tradițiilor iudaice, ascunzându-se originea și semnificația terorii. Prin acceptarea de către evrei a deportării lor în țara de origine ca un destin colectiv „Badenheim 1939 își cruță cititorii de orice confruntare cu istoria”, concluziona Ruth Wisse.
Appelfeld a fost atacat cu asprime, de asemenea, pentru însușirea ideologiei sioniste de negare a diasporei evreiești potrivit căreia Holocaustul era văzut ca un rezultat inevitabil al dezrădăcinării evreilor, al spiritului materialist accentuat care determina migrații succesive în țări străine și al lipsei de previziune istorică. În același timp, potrivit profesorului Michael André Bernstein de la Universitatea Berkeley, ideologia politică sionistă invoca persecuțiile antisemite pentru a legitima dreptul evreilor de a se stabili în statul Israel și pentru a susține mai degrabă acțiunile politico-militare ale Israelului decât tradițiile și valorile istorice iudaice, iar victimizarea evreilor în romanul Badenheim 1939 servea astfel intențiilor autorului. Supus acestor critici, Appelfeld nu și-a negat opiniile politice sioniste, ci a exprimat un punct de vedere ambivalent prin prezentarea presiunilor de asimilare exercitate de poporul israelian la adresa imigranților evrei.

## Propuneri de ecranizare
Aharon Appelfeld preciza într-un interviu acordat în 1983 că a primit două propuneri pentru vânzarea dreptului de ecranizare al romanului Badenheim 1939. Vânzarea dreptului de ecranizare era însă condiționată de posibilitatea de a efectua modificări ale acțiunii fără acordul autorului. Appelfeld nu a fost de acord cu această condiție, iar tranzacțiile nu s-au mai încheiat. În acel interviu, scriitorul își exprima opinia că romanul ar putea să stea la baza unui film bun, în cazul că acțiunea nu va fi denaturată.

## Traduceri

Coperta primei ediții în limba română a romanului, publicată în 1988.

Romanul Badenheim 1939 a fost tradus în mai multe limbi străine:
- engleză (Badenheim 1939, David R. Godine, Boston, 1980; traducere de Dalya Bilu; reeditată de mai multe ori),[36][58][59]
- italiană (Badenheim 1939, Arnoldo Mondadori Editore, Milano, 1981; traducere de Delfina Rattazzi; o altă traducere a fost realizată de Elena Loewenthal și publicată în 2007 de editura Guanda din Parma),[60][61]
- germană (Badenheim, Ullstein Verlag, Berlin, 1982; traducere de Martin Kluger),[62]
- daneză (Badenheim 1939, Gyldendal, Copenhaga, 1982; traducere de Ellen Kirk),[63]
- neerlandeză (Badenheim 1939, De Arbeiderspers, Amsterdam, 1983; traducere din engleză de René Kurpershoek; o altă traducere a fost realizată din ebraică de Kees Meiling și publicată în 2006 de Ambo/Anthos uitgevers din Amsterdam),[64][65]
- franceză (Badenheim 1939, P. Belfond, Paris, 1986; traducere de Arlette Pierrot; reeditată de mai multe ori),[66]
- portugheză (Badenheim 1939, Summus Editorial, São Paulo, 1986; traducere de Rifka Berezin și Nora Rosenfeld),[67]
- maghiară (Badenheim, 1939, Európa Könyvkiadó, Budapesta, 1989; traducere de Mihály Benedek),[68]
- sârbă (Badenhajm 1939, Dečje novine, Gornji Milanovac, 1989; traducere de Ana Šomlo),[69]
- norvegiană (Badenheim 1939, Cappelen, Oslo, 1996; traducere de Kjell Risvik),[70]
- japoneză (バーデンハイム1939, Misuzu Shobo, Tokyo, 1996; traducere de Takamitsu Muraoka),[71]
- poloneză (Badenheim 1939, Wydawnictwo W.A.B., Varșovia, 2004; traducere de Henryk Szafir),[72]
- spaniolă (Badenheim 1939, Editorial Losada, Madrid, 2006; traducere de Raquel García Lozano, prefațată de prologul „Conversación en Jerusalén con Aharon Appelfeld” al lui Philip Roth)[73] și
- turcă (Badenheim 1939, Yapı Kredi yayınları, Istanbul, 2007; traducere de Nazmi Ağıl).[74]

Prima traducere în limba română a cărții a fost realizată de Antoaneta Ralian după ediția engleză apărută în 1980; ea a fost publicată în 1988 de Editura Univers din București, în colecția Globus, și apoi reeditată în 2007 de Editura Polirom din Iași.

## Adaptări
O primă versiune teatrală a romanului, scrisă de Sian Evans și completată cu muzică de Orlando Gough, a fost pusă în scenă de regizorul și coregraful australiano-britanic Ian Spink și a avut premiera la 9 noiembrie 1995 la Riverside Studios din districtul Hammersmith al Londrei, fiind jucată acolo timp de trei zile. Alte reprezentații au avut loc la Theatre Royal din Bury St Edmunds (23–25 noiembrie) și la Crucible Theatre din Sheffield (30 noiembrie – 2 decembrie 1995). Această adaptare prezintă „iluziile dulci și optimismul nebunesc” ale evreilor din perioada care a precedat primele deportări în lagărele de concentrare, conținând o multitudine de evenimente descrise în carte și arii muzicale cu texte în limba idiș interpretate de personaje. Decorurile erau formate din secțiuni mobile – pereți, rampă și acoperiș bidimensional – care se recombină în final și se transformă în trenul în care sunt îmbarcați evreii pentru a fi duși către destinația ultimă. Printre interpreți s-au numărat Brian Lipson (dr. Pappenheim), Lucy Burge și Linda Dobell (prostituatele Sally și Gertie), Philippe Giraudeau (ospătarul șef și Karl), Betsy Gregory (chelnerița) ș.a.
O altă adaptare a fost scrisă în jurul anului 1995 de dramaturgul englez Sir Arnold Wesker, care a încercat să respecte cât mai fidel textul original. Punerea în scenă a dramatizării era dificilă din cauza faptului că necesita o distribuție numeroasă formată din aproximativ 50 de persoane (actori și muzicieni) așa că premiera mondială a avut loc abia după aproape 15 ani, în perioada 26 noiembrie – 1 decembrie 2010, pe scena Guildhall School of Music and Drama din Londra; muzica spectacolului a fost compusă de Julian Philips.